# Base stellaire cylon
Un Basestar est un vaisseau-mère cylon dans l'univers des séries télévisées Galactica (1978-1980) et Battlestar Galactica (série télévisée) (2003-2009).

## Battlestar Galactica
Le Basestar est le premier vaisseau cylon aperçu dans la série, détruisant la station spatiale diplomatique dès le début de l'épisode pilote.
Les Basestars sont des vaisseaux de plusieurs kilomètres et de forme atypique. Ils sont armés de nombreux missiles nucléaires, ainsi que de missiles classiques puissants, abritent plusieurs centaines de chasseurs spatiaux Raiders et sont dotés d'un moteur PRL performant. Ils ont une puissance de feu considérable, détruisant la Flotte Coloniale ainsi que les Douze Colonies de Kobol en seulement quelques heures.
Un Basestar n'est pas seulement constitué de matériaux inerte (alliage d'acier, de métal...) mais également de chair. On pourrait ainsi dire qu'il est vivant. Il n'a pas de commande de vol proprement dites mais un hybride, créature mi humaine-mi Cylon, qui est intégrée à ce réseau de chair et contrôle le vaisseau (sauts PRL, navigation...).
Leur puissance de feu est supérieure à celle des Battlestars humains. Un Battlestar ne peut que difficilement détruire un Basestar, et face à une escadre, il ne peut tenir très longtemps. D'après ce qui a été vu dans la série, les Cylons en possèderaient au moins une quinzaine, mais probablement beaucoup plus.

## Galactica
Dans la série originale, les Basestars ont une forme radicalement différente, étant circulaires, d'un diamètre de 1 500 mètres environ. Ils abritent 300 Raiders (eux aussi d'un design différent de celui du remake). Certains Basestars sont aussi conçus pour être des bases militaires mobiles, pouvant débarquer des troupes. Ils sont armés de nombreux missiles et canons lasers.